# Euphorbia laciniata
Euphorbia laciniata là một loài thực vật có hoa trong họ Đại kích. Loài này được Panigrahi mô tả khoa học đầu tiên năm 1975.